# Margot Robbie

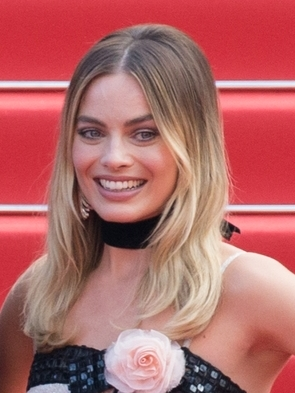
Margot Robbie (2019)

Margot Elise Robbie (* 2. Juli 1990 in Dalby, Queensland) ist eine australische Schauspielerin und Produzentin. Populär wurde sie in Australien zunächst durch ihre Rolle in der Seifenoper Nachbarn, bevor sie ab dem Jahr 2011 auch in internationalen Fernseh- und Filmproduktionen auftrat.

## Leben und Karriere
Margot Robbie wuchs in Gold Coast zunächst bei ihrer alleinerziehenden Mutter, der Physiotherapeutin Sarie Kessler, auf. Ihr Vater Doug Robbie ist ein ehemaliger Farmbesitzer und Zuckerrohr-Tycoon, zu dem sie wenig Kontakt hatte. Später verbrachte sie die meiste Zeit mit ihren drei Geschwistern auf dem Anwesen ihrer Großeltern. Im Alter von acht Jahren nahm sie an einer Zirkusschule teil und erhielt ein Zertifikat als Trapezkünstlerin. Nach ihrem Collegeabschluss im Jahr 2007 begann sie ihre Schauspielkarriere in Melbourne.
Zwischen 2008 und 2011 spielte Robbie die Rolle der Donna Freedman in der australischen Seifenoper Nachbarn. In dieser Zeit erlangte sie in Australien große Prominenz und war mehrmals für einen Logie Award nominiert. Danach verließ sie Australien, um in den Vereinigten Staaten zu arbeiten.
Von 2011 bis 2012 übernahm sie die Hauptrolle der Laura Cameron in der kurzlebigen Fernsehserie Pan Am. Im Anschluss erhielt sie Rollen in Kinofilmen, zunächst 2013 in Alles eine Frage der Zeit. Im selben Jahr erschien The Wolf of Wall Street, in dem sie die Frau des von Leonardo DiCaprio verkörperten Jordan Belfort spielte, was ihren Durchbruch bedeutete.

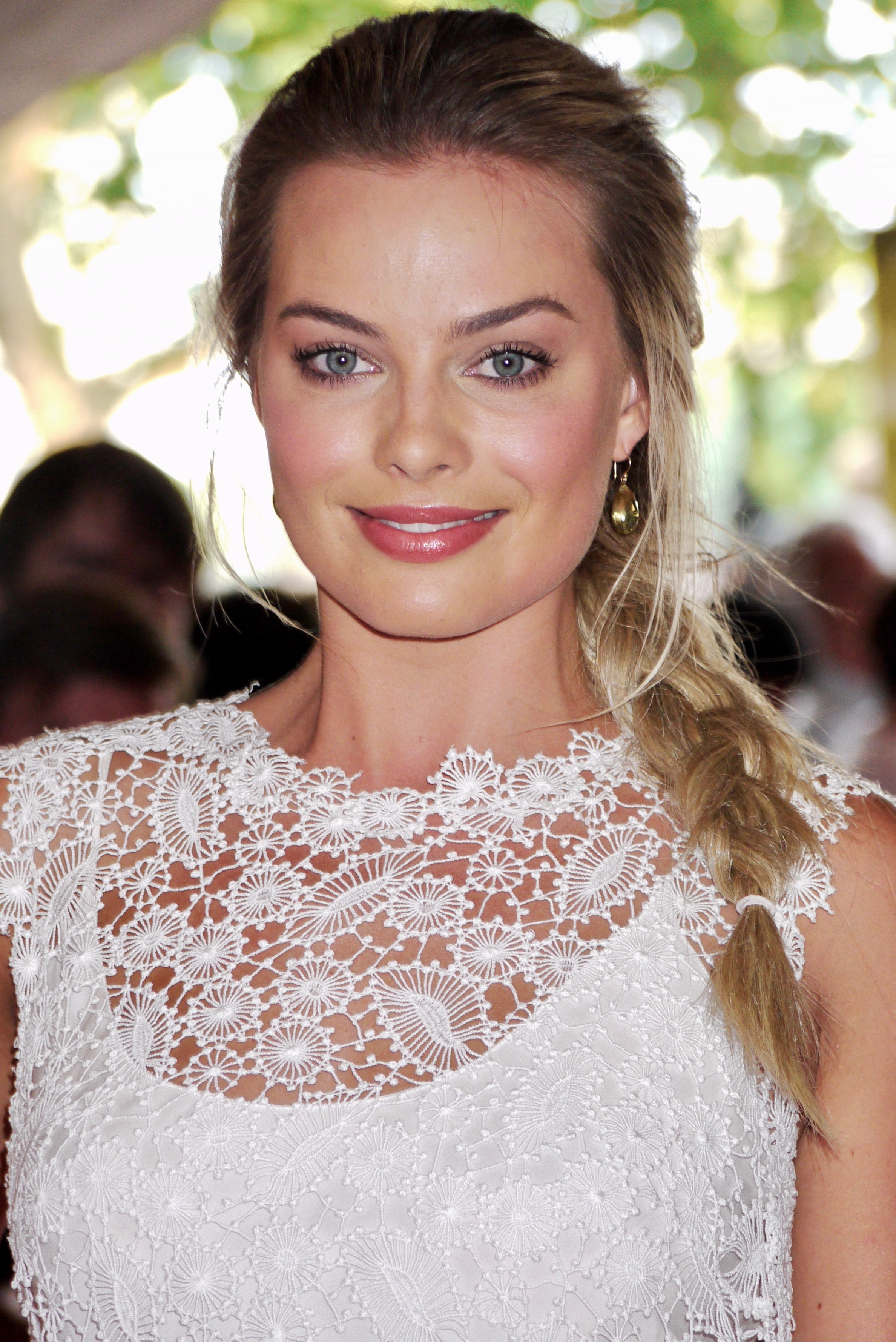
Margot Robbie (2013)

2015 war sie an der Seite von Will Smith in Focus zu sehen, wo sie eine unerfahrene Trickbetrügerin spielt, die von ihm lernt. Für die Rolle war sie bei den BAFTAs für den Preis der besten darstellerischen Nachwuchsleistung nominiert. Außerdem spielte sie in The Big Short sich selbst in mehreren Szenen, in denen sie dem Publikum Aspekte der Finanzkrise ab 2007 erklärt.
In der Tarzan-Verfilmung Legend of Tarzan war sie 2016 als Jane Porter zu sehen. 2016 erschien auch die Comicverfilmung Suicide Squad, in der Robbie erstmals die Rolle der Harley Quinn übernahm, die sie danach noch in zwei weiteren Filmen verkörperte (Birds of Prey: The Emancipation of Harley Quinn (2020) und The Suicide Squad (2021)).
2017 war sie in der Rolle der Eiskunstläuferin Tonya Harding in dem Film I, Tonya zu sehen. Für ihre Darstellung wurde sie unter anderem für einen Oscar und einen Golden Globe Award, jeweils in der Kategorie Beste Hauptdarstellerin, nominiert. Sie wurde in diesem Jahr in die Academy of Motion Picture Arts and Sciences (AMPAS) aufgenommen, die jährlich die Oscars vergibt.
In dem Geschichtsdrama Maria Stuart, Königin von Schottland spielte sie die englische Königin Elizabeth I, während Saoirse Ronan ihre Gegenspielerin Maria Stuart verkörperte. 2019 war sie in Quentin Tarantinos Once Upon a Time in Hollywood in der Rolle der Sharon Tate zu sehen. Ebenfalls 2019 verkörperte sie Kayla Pospisil im Filmdrama Bombshell über einen Skandal um sexuelle Belästigung bei Fox News, wofür sie erneut eine Nominierung für einen Golden Globe Award, diesmal als Beste Nebendarstellerin, erhielt.
2023 war Robbie als Verkörperung der Mattel-Puppe Barbie in dem gleichnamigen Realfilm an der Seite von Ryan Gosling zu sehen. Margot Robbie war auch Produzentin des Films. Der Film wurde der umsatzstärkste Film des Jahres 2023 und Robbie erhielt dadurch rund 50 Millionen US-Dollar, die sich aus Gage und Boni zusammensetzten.
Robbie lebte mehrere Jahre in New York City. Im Mai 2014 zog sie mit fünf Freunden nach London in eine Wohngemeinschaft und ging eine Beziehung mit dem britischen Regieassistenten Tom Ackerley ein, den sie beim Dreh von Suite française – Melodie der Liebe kennengelernt hatte. Im Dezember 2016 heiratete das Paar. Am 17. Oktober 2024 wurden sie Eltern eines Sohnes. Seit 2021 lebt Robbie mit Ackerley in Los Angeles.
Zusammen mit Ackerley, Josey McNamara und Sophia Kerr gründete Margot Robbie 2014 die Produktionsgesellschaft LuckyChap Entertainment, deren erste Produktion I, Tonya im Jahr 2017 war.

## Sonstiges
- Robbie wurde 2016 bei der Wahl der 100 Sexiest Women in the World des britischen Männermagazins FHM auf Platz 1 gewählt.[15]

- 2017 erschien sie auf der Liste der 100 Most Influential People (deutsch: „Die 100 einflussreichsten Menschen“) des renommierten US-Nachrichtenmagazins Time.[16]

- Das internationale Wirtschaftsmagazin Forbes benannte Robbie als „höchstbezahlte Schauspielerin des Jahres 2023“. Demnach habe sie in jenem Jahr 78 Millionen US-Dollar verdient.[17]

## Synchronstimme
Margot Robbies deutsche Synchronsprecherin ist seit The Wolf of Wall Street sehr überwiegend Anne Helm. Außerdem wurde sie von Nadine Zaddam (Alles eine Frage der Zeit, Z for Zachariah), Jacqueline Belle (Goodbye Christopher Robin) und Julia Kaufmann (I, Tonya) synchronisiert.

## Filmografie (Auswahl)
- 2008: Vigilante
- 2008: Review with Myles Barlow (Fernsehserie, Episode 1x01)
- 2008: Elephant Princess (The Elephant Princess, Fernsehserie, zwei Episoden)
- 2008: City Homicide (Fernsehserie, Episode 2x02)
- 2008–2011, 2022: Nachbarn (Neighbours, Seifenoper, 312 Episoden)
- 2009: I.C.U.
- 2011–2012: Pan Am (Fernsehserie, 14 Episoden)
- 2013: Alles eine Frage der Zeit (About Time)
- 2013: The Wolf of Wall Street
- 2015: Focus
- 2015: The Big Short
- 2015: Z for Zachariah – Das letzte Kapitel der Menschheit (Z for Zachariah)
- 2015: Suite française – Melodie der Liebe (Suite française)
- 2016: Whiskey Tango Foxtrot
- 2016: Legend of Tarzan (The Legend of Tarzan)
- 2016: Suicide Squad
- 2017: I, Tonya
- 2017: Goodbye Christopher Robin
- 2018: Peter Hase (Peter Rabbit, Stimme)
- 2018: Terminal
- 2018: Maria Stuart, Königin von Schottland (Mary Queen of Scots)
- 2018: Slaughterhouse Rulez
- 2019: Dreamland
- 2019: Once Upon a Time in Hollywood
- 2019: Dollface (Fernsehserie, Episode 1x08)
- 2019: Bombshell – Das Ende des Schweigens (Bombshell)
- 2020: Birds of Prey: The Emancipation of Harley Quinn (Birds of Prey (and the Fantabulous Emancipation of One Harley Quinn))
- 2020: Promising Young Woman (Produzentin)
- 2021: Peter Hase 2 – Ein Hase macht sich vom Acker (Peter Rabbit 2: The Runaway, Stimme)
- 2021: The Suicide Squad
- 2022: Amsterdam
- 2022: Babylon – Rausch der Ekstase (Babylon)
- 2023: Asteroid City
- 2023: Barbie

## Auszeichnungen und Nominierungen
| Jahr | Award                            | Kategorie                                      | Film                                 | Ergebnis  |
| ---- | -------------------------------- | ---------------------------------------------- | ------------------------------------ | --------- |
| 2009 | Logie Award                      | Most Popular New Female Talent                 | Nachbarn                             | Nominiert |
| 2011 | Logie Award                      | Most Popular Actress                           | Nachbarn                             | Nominiert |
| 2013 | Golden Schmoes Award             | Breakthrough Performance of the Year           | The Wolf of Wall Street              | Gewonnen  |
| 2013 | Golden Schmoes Award             | Best T&A of the Year                           | The Wolf of Wall Street              | Gewonnen  |
| 2013 | Golden Schmoes Award             | Best Supporting Actress of the Year            | The Wolf of Wall Street              | Nominiert |
| 2013 | Awards Circuit Community Award   | Best Actress in a Supporting Role              | The Wolf of Wall Street              | Nominiert |
| 2014 | Empire Award, UK                 | Best Female Newcomer                           | The Wolf of Wall Street              | Gewonnen  |
| 2014 | Georgia Film Critics Association | Best Supporting Actress                        | The Wolf of Wall Street              | Gewonnen  |
| 2014 | Gold Derby Awards                | Ensemble Cast                                  | The Wolf of Wall Street              | Nominiert |
| 2014 | MTV Movie Award                  | Breakthrough Performance                       | The Wolf of Wall Street              | Nominiert |
| 2014 | Seattle Film Critics Award       | Best Ensemble Cast                             | The Wolf of Wall Street              | Nominiert |
| 2014 | Young Hollywood Award            | Breakthrough Actress                           |                                      | Nominiert |
| 2015 | British Academy Film Award       | Rising Star Award                              |                                      | Nominiert |
| 2015 | Golden Schmoes Award             | Best T&A of the Year                           | Focus                                | Nominiert |
| 2016 | Critics’ Choice Movie Award      | Best Actress in an Action Movie                | Suicide Squad                        | Gewonnen  |
| 2016 | MTV Movie Award                  | Best Kiss                                      | Focus                                | Nominiert |
| 2016 | Teen Choice Award                | Choice Movie Actress: AnTEENcipated            | Suicide Squad                        | Nominiert |
| 2017 | People’s Choice Award            | Favorite Action Movie Actress                  | Suicide Squad                        | Gewonnen  |
| 2018 | Golden Globe Award               | Beste Hauptdarstellerin – Komödie oder Musical | I, Tonya                             | Nominiert |
| 2018 | Screen Actors Guild Award        | Beste Hauptdarstellerin                        | I, Tonya                             | Nominiert |
| 2018 | Critics’ Choice Movie Award      | Beste Schauspielerin in einer Komödie          | I, Tonya                             | Gewonnen  |
| 2018 | Critics’ Choice Movie Award      | Beste Schauspielerin                           | I, Tonya                             | Nominiert |
| 2018 | Critics’ Choice Movie Award      | Beste Komödie                                  | I, Tonya                             | Nominiert |
| 2018 | British Academy Film Award       | Beste Hauptdarstellerin                        | I, Tonya                             | Nominiert |
| 2018 | Oscar                            | Beste Hauptdarstellerin                        | I, Tonya                             | Nominiert |
| 2019 | British Academy Film Award       | Beste Nebendarstellerin                        | Maria Stuart, Königin von Schottland | Nominiert |
| 2019 | Screen Actors Guild Award        | Beste Nebendarstellerin                        | Maria Stuart, Königin von Schottland | Nominiert |
| 2020 | British Academy Film Award       | Beste Nebendarstellerin                        | Once Upon a Time in Hollywood        | Nominiert |
| 2020 | British Academy Film Award       | Beste Nebendarstellerin                        | Bombshell – Das Ende des Schweigens  | Nominiert |
| 2020 | Screen Actors Guild Award        | Beste Nebendarstellerin                        | Bombshell – Das Ende des Schweigens  | Nominiert |
| 2020 | Critics’ Choice Movie Award      | Beste Nebendarstellerin                        | Bombshell – Das Ende des Schweigens  | Nominiert |
| 2020 | Golden Globe Award               | Beste Nebendarstellerin                        | Bombshell – Das Ende des Schweigens  | Nominiert |
| 2020 | Oscar                            | Beste Nebendarstellerin                        | Bombshell – Das Ende des Schweigens  | Nominiert |
| 2023 | Golden Globe Award               | Beste Hauptdarstellerin – Komödie oder Musical | Babylon – Rausch der Ekstase         | Nominiert |
| 2023 | Critics’ Choice Movie Award      | Beste Schauspielerin                           | Babylon – Rausch der Ekstase         | Nominiert |
| 2024 | British Academy Film Award       | Bester britischer Film                         | Saltburn                             | Nominiert |
| 2024 | British Academy Film Award       | Beste Hauptdarstellerin                        | Barbie                               | Nominiert |
| 2024 | Critics’ Choice Movie Award      | Beste Schauspielerin                           | Barbie                               | Nominiert |
| 2024 | Critics’ Choice Movie Award      | Beste Komödie                                  | Barbie                               | Gewonnen  |
| 2024 | Screen Actors Guild Award        | Beste Hauptdarstellerin                        | Barbie                               | Nominiert |
| 2024 | Golden Globe Award               | Beste Hauptdarstellerin – Komödie oder Musical | Barbie                               | Nominiert |
| 2024 | Golden Globe Award               | Bester Film – Komödie oder Musical             | Barbie                               | Nominiert |
| 2024 | Golden Globe Award               | Cinematic and Box Office Achievement           | Barbie                               | Gewonnen  |
| 2024 | Oscar                            | Bester Film                                    | Barbie                               | Nominiert |